# جوزجان (نصروان)
جوزجان (بالفارسية: جوزجان) هي منطقة سكنية تقع في إيران في فارس. يقدر عدد سكانها بـ 925 نسمة .